# Scambus striatus
Scambus striatus là một loài tò vò trong họ Ichneumonidae.